# Museumshof Rahden
Der Museumshof Rahden ist ein Freilichtmuseum in der Stadt Rahden im ostwestfälischen Kreis Minden-Lübbecke in Nordrhein-Westfalen. Das Museum umfasst ein vollständig eingerichtetes Bauerngehöft mit allen Nebengebäuden. Mit seinen Gebäuden und Arbeitsgeräten spiegelt es die regionale bäuerliche Lebensweise des 19. Jahrhunderts wider. Das Museumsgelände grenzt unmittelbar an die Ruine der Burg Rahden.

## Geschichte
In den Jahren 1962 bis 1966 wurde der Museumshof mit Hilfe des Landschaftsverbandes Westfalen-Lippe in Münster errichtet. Mit Ausnahme der Scheune standen seine Gebäude vorher auf verschiedenen Gehöften des früheren Amtes Rahden. Dort wurden sie abgetragen, restauriert und am jetzigen Standort wieder aufgebaut. 1988 wurde „Lütke Hus“ eröffnet.

## Gebäudeumfang

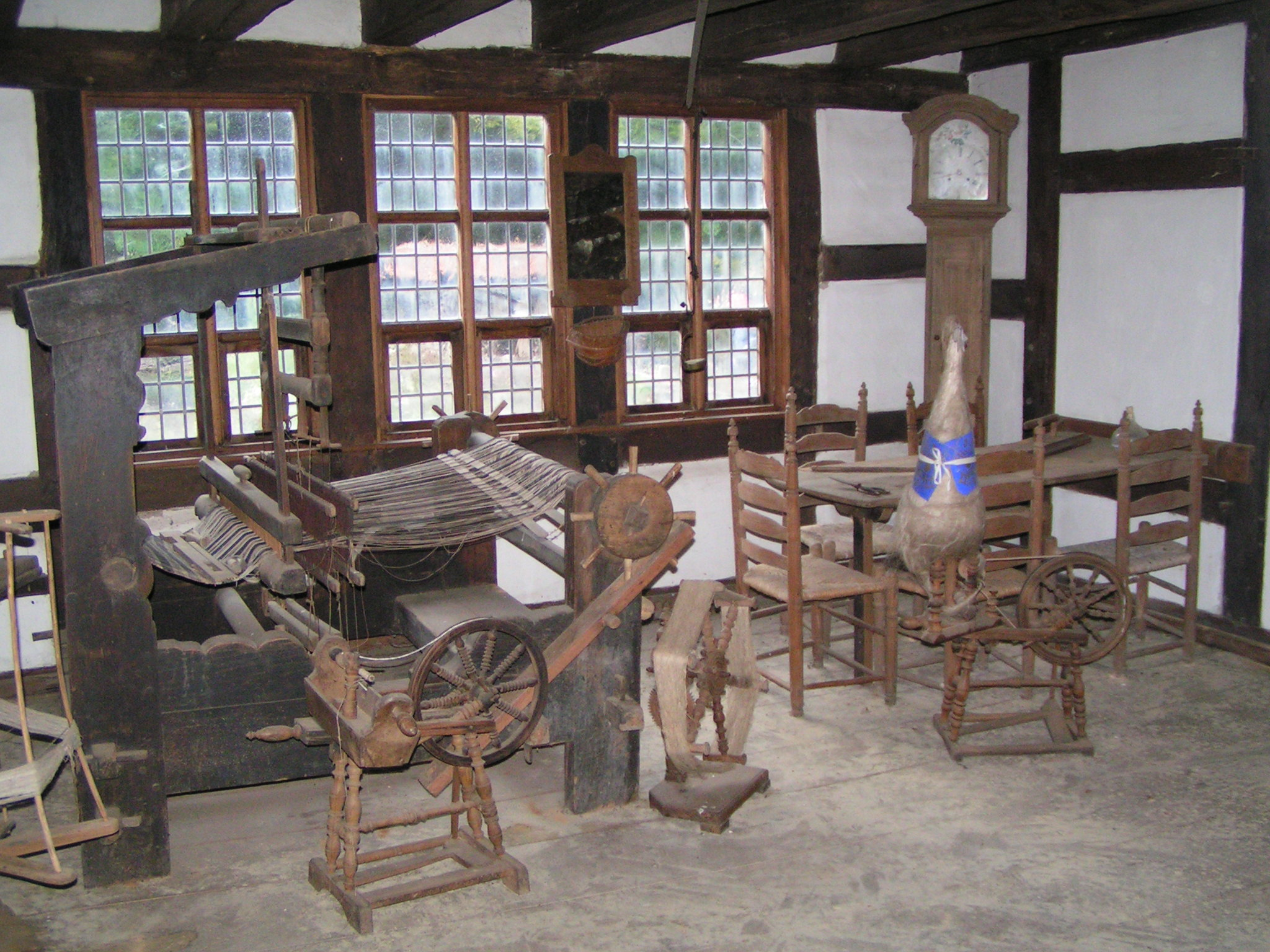
Einrichtung eines Museums-Bauernhauses

Auf dem etwa 3 ha großen Gelände des Freilichtmuseums in Rahden-Kleinendorf befinden sich zehn einzelne Gebäude: Haupthaus (1689) mit Bauerngarten, Speicher (Spieker, um 1750), Backhaus (1560, das älteste Gebäude der Hofanlage), Rossmühle (1860), „Lütke Hus“ (ehemaliges Heuerlingshaus von 1787), Remise, Scheune, Schafstall, Holzspeicher und Bleichhütte. Rötekuhle, Göpel, Erdkeller, Schäferkarren und Bienenstand ergänzen das Gesamtbild.

## Besondere Angebote
- Zwei Dauerausstellungen im „Lütken Hus“ informieren anschaulich über die Leinenherstellung und die bäuerliche Kleidung im alten Amt Rahden.
- verschiedene Aktionstage werden an mehreren Sonn- und Feiertagen im Jahr durchgeführt. Dann ist die Rossmühle in Betrieb und alte bäuerliche Tätigkeiten werden demonstriert. Auf dem Gelände werden bäuerliche Ernte- und Handwerksarbeiten gezeigt, Vorführungen zur Flachs- und Wollverarbeitung, der Imker informiert über die Imkerei, die Spinn- und Webgruppe oder die Stickgruppe ist aktiv.

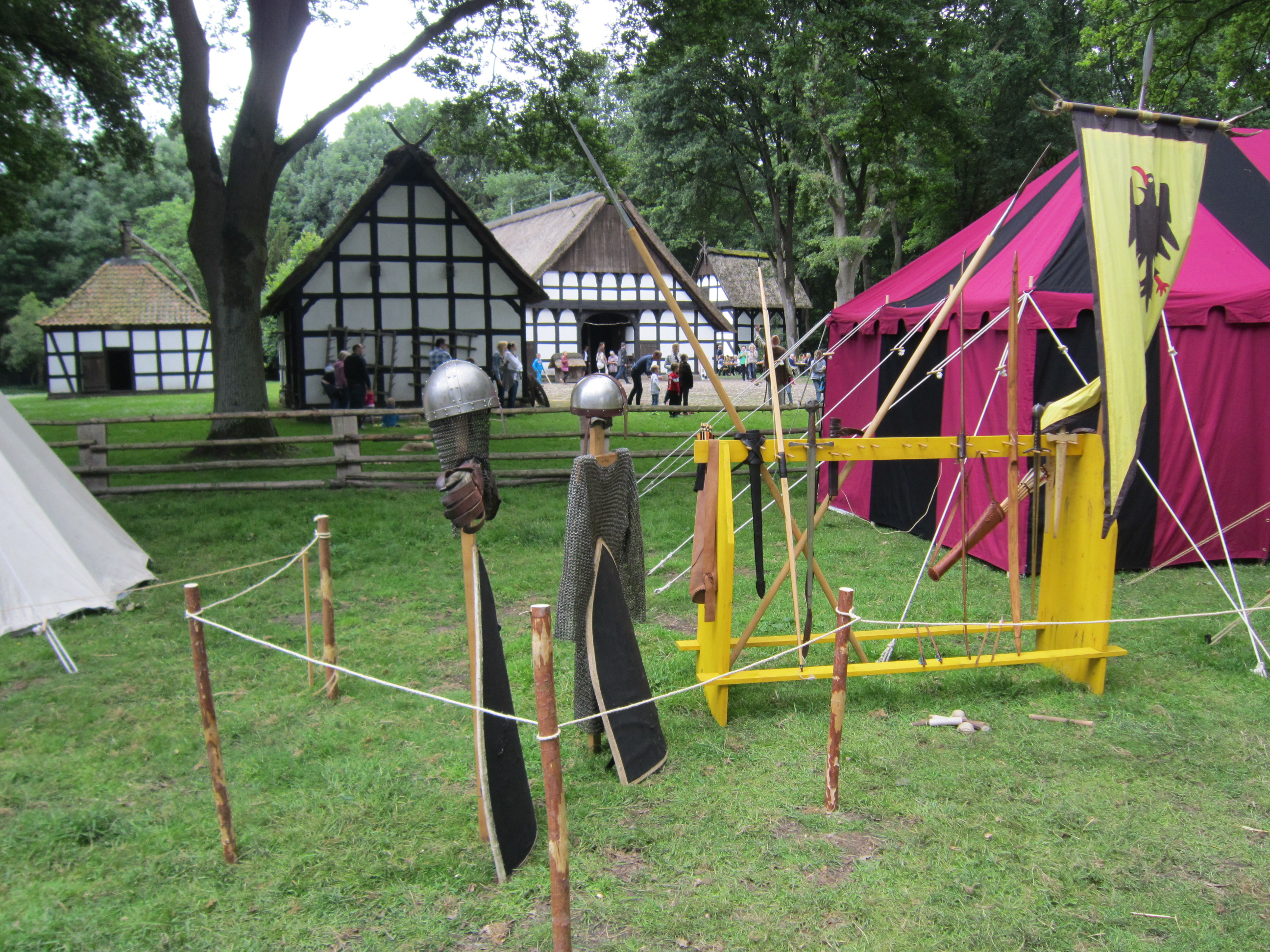
„Mittelalterliches Treiben“ 2014

- Seit 2013 findet auf dem Gelände des Museumshofs ein „Mittelalterliches Treiben“ statt.
- Museumspädagogische Angebote: Für angemeldete Gruppen, wie z. B. Kindergartengruppen, Schulklassen, Kindergeburtstage oder auch Erwachsenengruppen, werden durchgeführt:
  - Materialerfahrung „Vom Rohmaterial zum Stoff“; wahlweise wird mit Wolle oder Flachs gearbeitet
  - „Vom Korn zum Brot“: Backen von Brötchen im alten Steinofen
  - „Aus dem Leben der Wild- und Honigbienen“: Honigerzeugung in alter Zeit
  - „Stoffdruck wie in alten Zeiten“: Blaudruck
  - „Weben mit Bandwebgeräten“ (für Schulklassen)